# Volo Azerbaijan Airlines 56
Il volo Azerbaijan Airlines 56 era un volo di linea passeggeri nazionale partito da Naxçıvan e diretto a Baku, operato dalla Azerbaijan Airlines, che si schiantò al suolo uccidendo 52 persone. L'aereo del volo, un Tupolev Tu-134, ha subito un guasto al motore durante la salita. I piloti hanno eseguito un atterraggio forzato, che ha richiesto una brusca virata per evitare un condominio. L'aereo si è schiantato nella periferia sud-occidentale di Naxçıvan, 3,85 chilometri dalla pista dell'aeroporto.
L'incidente è diventato il più mortale della Azerbaijan Airlines. Dal giorno del volo, la compagnia aerea non opera più con Tu-134.

## L'aereo
Il Tu-134B-3 coinvolto nell'incidente, è stato prodotto il 28 agosto 1980 ed era alimentato da due motori turbofan Soloviev D-30. L'aereo aveva volato 27 500 ore prima dello schianto. L'ultima manutenzione era stata effettuata il 25 luglio 1995 e una riparazione non specificata è stata svolta il 30 marzo 1993. I motori avevano funzionato per circa 16 000 ore rispetto alla loro durata assegnata di 18.000 ore e furono revisionati l'ultima volta il 27 novembre dello stesso anno. Il motore sinistro aveva subito otto riparazioni non specificate mentre quello destro ne aveva subite cinque, prima dell'incidente.

## L'incidente
L'aereo è decollato da Naxçıvan alle 17:52 ora locale. Ad un'altitudine di 60 metri e una velocità di 317 km/h, il motore sinistro si guasta. Il primo ufficiale Sergej Kuliev, che era ai comandi, ha risposto cercando di bilanciare la sponda sinistra, ma cinque secondi dopo l'ingegnere di volo Aleksandr Sokolov ha riferito, per errore, che il motore destro era guasto. Il capitano Ėduard Chasanov ha dunque assunto il controllo dell'aereo. Tuttavia, poiché il primo ufficiale aveva bilanciato la sponda sinistra, il capitano non aveva le informazioni sensoriali che avrebbero potuto avvertirlo che era il motore sinistro ad essersi guastato. L'aereo ha continuato a salire. Il capitano ha quindi ordinato di spegnere il motore destro. L'ingegnere di volo ha riavviato l'acceleratore destro e ha notato che la potenza del motore funzionante stava diminuendo, quindi ha premuto l'acceleratore destro torna a piena potenza, ma il motore si era già spento. Otto secondi dopo, l'ingegnere di volo ha riferito che entrambi i motori erano guasti. L'aereo è salito a un'altitudine di 197 metri, mentre la velocità era scesa a 290 km/h. Il comandante decise di effettuare un atterraggio di emergenza, ma incontrò un condominio e fece una brusca virata a destra per evitarlo. L'aereo si è schiantato in un campo. Trenta persone delle ottantadue a bordo sono sopravvissute all'incidente (ventisei passeggeri e quattro membri dell'equipaggio).

## Le indagini
È stata avviata un'indagine congiunta del MAK, del produttore dell'aeromobile, del produttore dei motori e del Ministero della Sicurezza azero. La Azerbaijan Airlines ritiene che i pezzi di ricambio difettosi abbiano causato l'incidente. La commissione investigativa ha scoperto che le vibrazioni hanno causato l'allentamento e la caduta dei dadi sui supporti del motore. Ciò ha causato lo spostamento e il danneggiamento delle turbine del motore, provocando l'incidente. Il vice presidente dell'Azerbaijan Airlines, Nazim Javadov, tuttavia, ha affermato che l'uso delle parti difettose per le riparazioni è stato consentito dal produttore del motore, la società russa Perm Motors.